# 이소베 히로시
이소베 히로시（磯部 弘 いそべ ひろし、1961년 10월 25일 ~ )는、일본의 남성 성우、내레이터다. 아오니 프로덕션 소속. 도쿄도 출신.

## 출연작품

### TV애니메이션
1996년
- 키코짱의 스마일(나오키 류노스케)

1999년
- 컬렉터 유이(토죠 순)

2000년
- 방가방가 햄토리(하루나 유메타로(로코의 아버지))

2003년
- 이누야샤

2006년
- 명탐정 코난(츠츠미 에이스케)
- 꿈의 사도(봄의 아버지)
- 소생하는 하늘 -RESCUE WINGS-(요시오카 토시오)

2009년
- 지옥소녀 3기(카즈히코)
- 명탐정 코난(하카마다 츠네오)

### 극장판 애니메이션
- 기동전사 건담 해후의 우주 (2000년, 감란 블룸)
- 내일을 만든 남자 타나베 사쿠로와 비와호소수 (2003년, 타나베 사쿠로)
- 명탐정 코난: 화염의 해바라기 (2015년, 아스마 코우지)

### 게임
- 무쌍 시리즈(사이카 마고이치)